# نيلس إكلوند
نيلس إكلوند (بالسويدية: Nils Eklund)‏ هو ممثل سويدي، ولد في 17 يناير عام 1927، في السويد. من الجوائز التي نالها ميدالية الآداب والفنون ‏ سنة 2010.

## جوائز
- ميدالية الآداب والفنون [الإنجليزية]‏ (2010)

## وصلات خارجية
- نيلس إكلوند على موقع IMDb (الإنجليزية)
- نيلس إكلوند على موقع قاعدة بيانات الأفلام السويدية (السويدية)
- نيلس إكلوند على موقع ديسكوغز (الإنجليزية)
- نيلس إكلوند على موقع قاعدة بيانات الفيلم (الإنجليزية)